# Eriocampa ovata
Eriocampa ovata är en stekelart som först beskrevs av Carl von Linné 1761.  Eriocampa ovata ingår i släktet Eriocampa, och familjen bladsteklar. Arten är reproducerande i Sverige.

## Bildgalleri

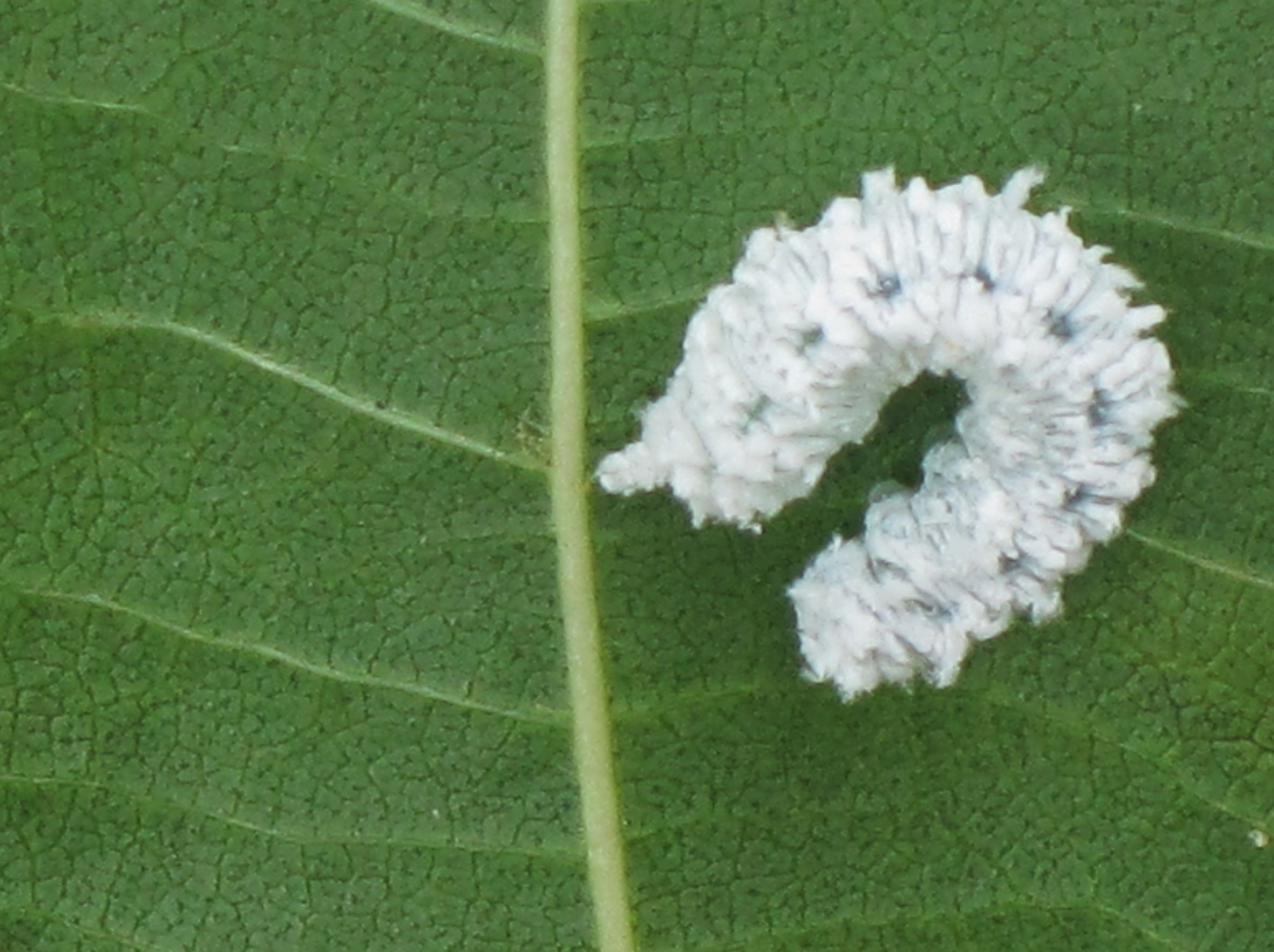
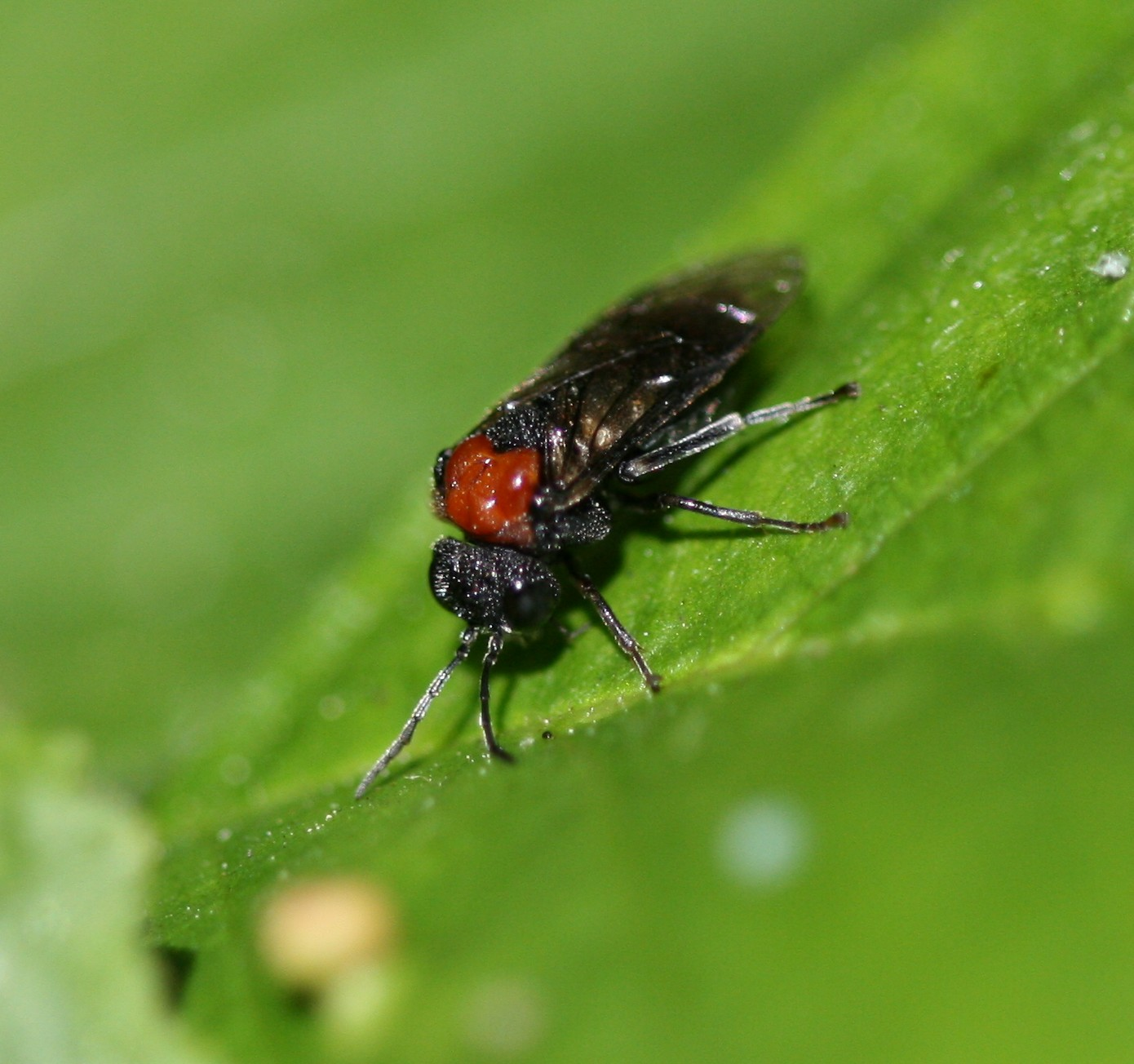